# Ceratobranchia
Ceratobranchia és un gènere de peixos de la família dels caràcids i de l'ordre dels caraciformes.

## Taxonomia
- Ceratobranchia binghami (Eigenmann, 1927)[2]
- Ceratobranchia delotaenia (Chernoff & Machado-Allison, 1990)[3]
- Ceratobranchia elatior (Tortonese, 1942)[4]
- Ceratobranchia joanae (Chernoff & Machado-Allison, 1990)[3]
- Ceratobranchia obtusirostris (Eigenmann, 1914)[5][6][7][8][9][10][11][12]